# Nam vương Siêu quốc gia 2024
Nam vương Siêu quốc gia 2024  là cuộc thi Nam vương Siêu quốc gia lần thứ 8 được tổ chức tại Nowy Sącz, Małopolska, Ba Lan vào ngày 4 tháng 7 năm 2024. Fezile Mkhize đến từ Nam Phi đăng quang ngôi vị Mister Supranational.

## Kết quả

### Thứ hạng
| Hạng                      | Thí sinh |
| ------------------------- | --- |
| Mister Supranational 2024 | - Nam Phi – Fezile Mkhize ∆ |
| Á vương 1                 | - Hà Lan – Casey de Vries |
| Á vương 2                 | - Philippines – Brandon Espiritu ∆ |
| Á vương 3                 | - Venezuela – Marcos De Freitas |
| Á vương 4                 | - Lào – Sanonh Maniphonh |
| Top 10                    | - Ba Lan – Patryk Karbowski - Colombia – Rafael Rapelo ∆ - Cộng hòa Dominica – Bray Vargas - México – Zait Reza - Việt Nam – Đỗ Quang Tuyển § |
| Top 20                    | - Brasil – Matheus Maia ‡ - Indonesia – Nathaniel Christopher - Nepal – Dhiroj Kaji Basnet - Perú – Joel Farach - Puerto Rico – Cristian González Pérez - Sierra Leone – Uthman Issa Bangura - Séc – Adam Sedro - Tây Ban Nha – Álvaro Germes - Thái Lan – Chonlawit Wongsriwor - Trinidad và Tobago – Anderson Subero |

Ghi chú:
- ∆ Tự động đủ điều kiện vào top 20 chung kết sau khi chiến thắng các thử thách fast-track.
- § Tự động đủ điều kiện lọt vào top 10 chung kết sau khi thắng giải "Supra Fan Vote".
- ‡ Tự động đủ điều kiện lọt vào top 20 chung kết sau khi thắng giải "Candidate's Choice" (do các thí sinh khác lựa chọn).

### Thứ tự gọi tên
| 1. Brasil 2. Colombia 3. Nam Phi 4. Philippines 5. Trinidad và Tobago 6. Perú 7. Sierra Leone 8. Cộng hòa Dominica 9. Hà Lan 10. Ba Lan 11. Lào 12. Venezuela 13. Puerto Rico 14. Séc 15. Thái Lan 16. Tây Ban Nha 17. Indonesia 18. Việt Nam 19. México 20. Nepal | 1. Việt Nam 2. Venezuela 3. Lào 4. México 5. Nam Phi 6. Colombia 7. Hà Lan 8. Philippines 9. Ba Lan 10. Cộng hòa Dominica | 1. Philippines 2. Venezuela 3. Hà Lan 4. Lào 5. Nam Phi |  |

### Lục địa
Giải thưởng được trao cho những đại diện có thứ hạng cao nhất trong châu lục, không bao gồm những đại diện trong Top 5.
| Lục địa   | Thí sinh                             | T.k.   |
| --------- | ------------------------------------ | ------ |
| Africa    | - Sierra Leone – Uthman Issa Bangura | [ 10 ] |
| Americas  | - Colombia – Rafael Rapelo           | [ 10 ] |
| Asia      | - Việt Nam – Đỗ Quang Tuyển          | [ 10 ] |
| Caribbean | - Cộng hòa Dominica – Bray Vargas    | [ 10 ] |
| Europe    | - Ba Lan – Patryk Karbowski          | [ 10 ] |

## Phần thi thử thách

### Phần thi fast track

#### Supra Chat
Supra Chat với các thí sinh diễn ra vào ngày 27 tháng 5 năm 2024 và được phát sóng trên kênh YouTube chính thức của Mister Supranational. Trong sự kiện, các thí sinh được chia thành các nhóm từ bốn đến sáu người để tự giới thiệu bản thân. Có bảy nhóm, với những người chiến thắng từ mỗi nhóm sẽ tiến vào vòng chung kết của thử thách.
- Tiến vào vòng cuối

|      | Quốc gia hoặc lãnh thổ | Quốc gia hoặc lãnh thổ | Quốc gia hoặc lãnh thổ | Quốc gia hoặc lãnh thổ | Quốc gia hoặc lãnh thổ | Quốc gia hoặc lãnh thổ |        |
| Nhóm | 1                      | 2                      | 3                      | 4                      | 5                      | 6                      | Ref.   |
| ---- | ---------------------- | ---------------------- | ---------------------- | ---------------------- | ---------------------- | ---------------------- | ------ |
| 1    | Cuba                   | Cộng hòa Dominica      | Ecuador                | Paraguay               | Tây Ban Nha            | Venezuela              | [ 11 ] |
| 2    | Séc                    | Đức                    | Malta                  | Hà Lan                 | Ba Lan                 | Sierra Leone           | [ 12 ] |
| 3    | Bờ Biển Ngà            | Pháp                   | Hy Lạp                 | Haiti                  | Indonesia              | Philippines            | [ 13 ] |
| 4    | Canada                 | Guinea Xích Đạo        | Myanmar                | Nepal                  | Nam Phi                | Hàn Quốc               | [ 14 ] |
| 5    | Campuchia              | Ấn Độ                  | Jamaica                | Malaysia               | Slovakia               | —                      | [ 15 ] |
| 6    | Argentina              | Brasil                 | Colombia               | Guatemala              | México                 | —                      | [ 16 ] |
| 7    | Lào                    | Perú                   | Puerto Rico            | Thái Lan               | Trinidad và Tobago     | Hoa Kỳ                 | [ 17 ] |

Ghi chú
- Campuchia bỏ cuộc thi mặc dù đã tham gia Supra Chat.
- Cuba bỏ cuộc thi.
- Guinea Xích Đạo bỏ cuộc vì không có mặt ở Ba Lan.
- Pháp bỏ cuộc thi vì không tham gia ở Ba Lan.
- Hy Lạp bỏ cuộc thi vì không tham gia ở Ba Lan.
- Việt Nam không được phân công vào nhóm nào tham gia Supra Chat.

##### Vòng cuối
- Tiến vào Top 20 khi chiến thắng phần thi Supra Chat

| Hạng        | Quốc gia | Ref.   |
| ----------- | --- | ------ |
| Chiến thắng | - Nam Phi – Fezile Mkhize |        |
| Top 7       | - Hà Lan – Casey De Vries - Indonesia – Nathaniel Christopher - Jamaica – Jermaine Harris - México – Zait Reza - Thái Lan – Chonlawit Wongsriwor - Venezuela – Marcos De Freitas | [ 18 ] |

### Mister Influencer Opportunity
- Tiến vào Top 20 khi thắng phần thi Mister Influencer Opportunity

| Hạng        | Quốc gia | T.k.   |
| ----------- | --- | ------ |
| Chiến thắng | - Philippines – Brandon Espiritu |        |
| Top 3       | - Brasil – Matheus Maia - Myanmar – Thet Oo Maung Maung                                                                                           | [ 19 ] |
| Top 8       | - Argentina – Guillermo Layus - Malaysia – Siavesh Akbari - Nam Phi – Fezile Mkhize - Thái Lan – Chonlawit Wongsriwor - Việt Nam – Đỗ Quang Tuyển | [ 20 ] |

### Supra Fan-Vote
- Tiến vào Top 10 nhờ thắng giải Supra Fan-Vote.

| Hạng        | Quốc gia | T.k.   |
| ----------- | --- | ------ |
| Chiến thắng | - Việt Nam – Đỗ Quang Tuyển | [ 23 ] |
| Top 10      | - Cộng hòa Dominica – Bray Vargas - Hàn Quốc – Jo Seong Hyeon - Hoa Kỳ – Alan Hierro - Indonesia – Nathaniel Christopher - Lào – Sanonh Maniphonh - México – Zait Reza - Myanmar – Thet Oo Maung Maung - Philippines – Brandon Espiritu - Thái Lan – Chonlawit Wongsriwor | [ 22 ] |

### Supra Model of the Year
- Tiến vào Top 20 nhờ thắng giải Supra Model of the Year

| Hạng        | Thí sinh | Thí sinh | T.k.   |
| ----------- | --- | --- | ------ |
| Chiến thắng | - Colombia – Rafael Rapelo | - Colombia – Rafael Rapelo |        |
| Top 3       | - Cộng hòa Dominica – Bray Vargas - Sierra Leone – Uthman Issa Bangura | - Cộng hòa Dominica – Bray Vargas - Sierra Leone – Uthman Issa Bangura | [ 26 ] |
| Top 11      | - Bờ Biển Ngà – Firmin Junior Yapi - Haiti – Abdias Augustin - Hàn Quốc – Jo Seong Hyeon - Lào – Sanonh Maniphonh - Nam Phi – Fezile Mkhize - Perú – Joel Farach - Philippines – Brandon Espiritu - Venezuela – Marcos De Freitas | - Bờ Biển Ngà – Firmin Junior Yapi - Haiti – Abdias Augustin - Hàn Quốc – Jo Seong Hyeon - Lào – Sanonh Maniphonh - Nam Phi – Fezile Mkhize - Perú – Joel Farach - Philippines – Brandon Espiritu - Venezuela – Marcos De Freitas |        |

### Phần thi non-fast track

#### Mister Talent
| Hạng        | Quốc gia | T.k.   |
| ----------- | --- | ------ |
| Chiến thắng | - Trinidad và Tobago – Anderson Subero | [ 28 ] |
| Top 4       | - Canada – Jaime Cecar - Indonesia – Nathaniel Christopher - México – Zait Reza                                                                                     | [ 29 ] |
| Top 10      | - Argentina – Guillermo Layus - Brasil – Matheus Maia - Colombia – Rafael Rapelo - Haiti – Abdias Augustin - Jamaica – Jermaine Harris - Nepal – Dhiroj Kaji Basnet |        |

## Các thí sinh
36 thí sinh dự thi.
| Quốc gia/vùng lãnh thổ | Thí sinh                | Tuổi | Quê quán              | T.k.          |
| ---------------------- | ----------------------- | ---- | --------------------- | ------------- |
| Argentina              | Guillermo Layus         | 28   | San Miguel de Tucumán |               |
| Ấn Độ                  | Aman Rajesh Singh       | 24   | Bangalore             |               |
| Ba Lan                 | Patryk Karbowski        | 31   | Augustów              | [ 30 ]        |
| Bờ Biển Ngà            | Firmin Junior Yapi      | 28   | Yamoussoukro          | [ 31 ]        |
| Brasil                 | Matheus Maia            | 26   | Cachoeirinha          | [ 32 ]        |
| Canada                 | Jaime Cesar             | 33   | Toronto               |               |
| Colombia               | Rafael Rapelo           | 27   | Santa Marta           | [ 33 ]        |
| Cộng hòa Dominica      | Bray Vargas             | 32   | Santiago              | [ 34 ]        |
| Đức                    | Marc Arthur Tsanang     | 34   | Wiesbaden             |               |
| Ecuador                | Fernando Mendieta       | 33   | Guayaquil             |               |
| Guatemala              | Joshua Mata             | 32   | Guatemala City        |               |
| Haiti                  | Abdias Augustin         | 23   | Cap-Haïtien           | [ 35 ]        |
| Hà Lan                 | Casey De Vries          | 28   | Brielle               |               |
| Hàn Quốc               | Jo Seong Hyeon          | 28   | Seoul                 | [ 36 ]        |
| Hoa Kỳ                 | Alan Hierro             | 32   | Thành phố New York    |               |
| Indonesia              | Nathaniel Christopher   | 20   | Banten                | [ 37 ] [ 38 ] |
| Jamaica                | Jermaine Harris         | 34   | St. Catherine         |               |
| Lào                    | Sanonh Maniphonh        | 26   | Luang Prabang         |               |
| Malaysia               | Siavesh Akbari          | 31   | Kuala Lumpur          |               |
| Malta                  | Ruben Pulido            | 33   | Msida                 | [ 39 ]        |
| México                 | Zait Reza               | 32   | Saltillo              | [ 40 ]        |
| Myanmar                | Thet Oo Maung Maung     | 25   | Yangon                | [ 41 ]        |
| Nam Phi                | Fezile Mkhize           | 33   | Bloemfontein          |               |
| Nepal                  | Dhiroj Kaji Basnet      | 21   | Bharatpur             | [ 42 ] [ 43 ] |
| Paraguay               | Osvaldo Orué            | 26   | Asunción              |               |
| Perú                   | Joel Farach             | 34   | Callao                | [ 44 ] [ 45 ] |
| Philippines            | Brandon Espiritu        | 29   | Dededo                | [ 46 ]        |
| Puerto Rico            | Cristian González Pérez | 21   | San Juan              | [ 47 ] [ 48 ] |
| Séc                    | Adam Sedro              | 29   | Prague                | [ 49 ]        |
| Sierra Leone           | Uthman Issa Bangura     | 25   | Freetown              | [ 50 ]        |
| Slovakia               | Adam Palkovič           | 26   | Bratislava            |               |
| Tây Ban Nha            | Álvaro Germes           | 29   | Huesca                | [ 51 ]        |
| Thái Lan               | Chonlawit Wongsriwor    | 27   | Khon Kaen             | [ 52 ] [ 53 ] |
| Trinidad và Tobago     | Anderson Subero         | 25   | Sangre Grande         | [ 54 ] [ 55 ] |
| Venezuela              | Marcos De Freitas       | 24   | Caracas               | [ 56 ]        |
| Việt Nam               | Đỗ Quang Tuyển          | 24   | Nam Định              | [ 57 ]        |

### Dự thi cuộc thi sắc đẹp quốc tế khác
| Cuộc thi                   | Năm  | Quốc gia/vùng lãnh thổ | Thí sinh                      | Thứ hạng       | T.k.          |
| -------------------------- | ---- | ---------------------- | ----------------------------- | -------------- | ------------- |
| Man Hot Star International | 2023 | Hàn Quốc               | Jo Seong Hyeon                | Á vương 2      |               |
| Men Universe Model         | 2014 | Perú                   | Joel Javier Farach Marquina   | Á vương 4      |               |
| Mister Global              | 2022 | Haiti                  | Abdias Augustin               | Không đạt giải |               |
| Mister International       | 2023 | Perú                   | Joel Javier Farach Marquina   | Top 10         | [ 58 ]        |
| Mister International       | 2024 | Ba Lan                 | Patryk Karbowski              | Không đạt giải | [ 59 ] [ 60 ] |
| Mister International       | 2025 | Hà Lan                 | Casey De Vries                |                |               |
| Mister Model International | 2022 | México                 | Jairo Zait Villa Reza         | Top 6          |               |
| Mister Tourism World       | 2023 | Canada                 | Jaime Rafael Cesar Colmenares | Không đạt giải |               |
| Mister World               | 2019 | Nam Phi                | Fezile Thanda Mkhize          | Á vương 1      |               |